# Saison 8 de That '70s Show
« On a tous besoin d'amour » redirige ici. Pour la chanson de Clémence Saint-Preux et Johnny Hallyday, voir On a tous besoin d'amour (chanson).
Chronologie
Saison 7 de That '70s Show
Cet article présente la 8e saison de la série télévisée That '70s Show. Tous les titres originaux des épisodes de la saison 8, à l'exception du dernier, ont pour titre des chansons du groupe Queen.

## Distribution
Sont crédités du statut d'acteurs principaux pour cette saison :
- Mila Kunis (VF : Sarah Marot) (Jackie Burkhart)
- Ashton Kutcher (VF : Tony Marot) (Michael Kelso)
- Danny Masterson (VF : Pascal Grull) (Steven Hyde)
- Laura Prepon (VF : Vanina Pradier) (Donna Pinciotti)
- Wilmer Valderrama (VF : Paolo Domingo) (Fez)
- Debra Jo Rupp (VF : Dany Laurent) (Kitty Forman)
- Kurtwood Smith (VF : Serge Blumenthal) (Red Forman)
- Don Stark (VF : Paul Borne) (Bob Pinciotti)
- Tommy Chong (VF : Bernard Métraux) (Leo Chingkwake)

Des acteurs invités se joignent à la distribution de chaque épisode, de manière plus ou moins récurrente.

## Épisodes

### Les Dessous de Las Vegas
- États-Unis : 2 novembre 2005 sur FOX
- France :  sur Jimmy

- Tommy Chong n'apparaît pas dans cet épisode.

### On a tous besoin d'amour
- États-Unis : 2 novembre 2005 sur FOX
- France :  sur Jimmy

- Premier épisode tourné avec Josh Meyers. Don Stark ne figure pas dans cet épisode.

### L'Enterrement d'une vie de garçon
- États-Unis : 9 novembre 2005 sur FOX
- France :  sur Jimmy

### Ils ont tout foiré
- États-Unis : 16 novembre 2005 sur FOX
- France :  sur Jimmy

- Tommy Chong n'apparaît pas dans cet épisode.

### Complètement à l'ouest!
- États-Unis : 30 novembre 2005 sur FOX
- France :  sur Jimmy

### Le Soldat reconnu
- États-Unis : 7 décembre 2005 sur FOX
- France :  sur Jimmy

### Arrêtez vos clowneries!
- États-Unis : 14 décembre 2005 sur FOX
- France :  sur Jimmy

- Tommy Chong n'apparaît pas dans cet épisode.

### C'est pas l'âge qui compte
- États-Unis : 12 janvier 2006 sur FOX
- France :  sur Jimmy

- Tommy Chong n'apparaît pas dans cet épisode.

### L'Amour vache
- États-Unis : 19 janvier 2006 sur FOX
- France :  sur Jimmy

- Don Stark n'apparaît pas dans cet épisode, qui marque la dernière apparition du vendeur de bijoux gay.

### Tous les moyens sont bons
- États-Unis : 26 janvier 2006 sur FOX
- France :  sur Jimmy

- Don Stark et Tommy Chong n'apparaissent pas dans cet épisode.

### Pour quelques brownies de plus
- États-Unis : 2 février 2006 sur FOX
- France :  sur Jimmy

- Don Stark n'apparaît pas dans cet épisode.

### La Reine du jour
- États-Unis : 9 février 2006 sur FOX
- France :  sur Jimmy

### Tourner la page
- États-Unis : 16 mars 2006 sur FOX
- France :  sur Jimmy

- Don Stark et Tommy Chong n'apparaissent pas dans cet épisode.

### Désaccords
- États-Unis : 23 mars 2006 sur FOX
- France :  sur Jimmy

### Leçon de survie
- États-Unis : 13 avril 2006 sur FOX
- France :  sur Jimmy

- Tommy Chong n'apparaît pas dans cet épisode, ne comportant aucun personnage récurrent ou secondaire.

### Mon prince charmant
- États-Unis : 27 avril 2006 sur FOX
- France :  sur Jimmy

- Tommy Chong n'apparaît pas dans cet épisode.

### Les Caprices de l'amour
- États-Unis : 27 avril 2006 sur FOX
- France :  sur Jimmy

- Don Stark n'apparaît pas dans cet épisode.

### Feu de joie
- États-Unis : 4 mai 2006 sur FOX
- France :  sur Jimmy

- Tommy Chong n'apparaissent pas dans cet épisode.

### La Vengeance de Jackie
- États-Unis : 11 mai 2006 sur FOX
- France :  sur Jimmy

- Tommy Chong n'apparaît pas dans cet épisode.

### Affaires de cœur
- États-Unis : 4 mai 2006 sur FOX
- France :  sur Jimmy

- Don Stark et Tommy Chong n'apparaissent pas dans cet épisode.

### L'Amour de ma vie
- États-Unis : 18 mai 2006 sur FOX
- France :  sur Jimmy

- Cet épisode constitue la première partie du final.
- On peut seulement apercevoir Randy deux fois dans cet épisode. Le personnage déplut tellement au public qu'il n'apparut presque plus dans les deux dernières histoires.

### La Fin d'une décennie
- États-Unis : 18 mai 2006 sur FOX
- France :  sur Jimmy

Le dernier jour des années 70, Hyde, Fez, Donna et Jackie se trouvent au sous-sol. Donna attend l'arrivée d'Eric avec impatience tandis qu'elle se prépare à partir pour la faculté. Pendant ce temps, Hyde (en présence de Randy et de Kitty) explique qu'il a un plan pour que Red renonce à partir : il veut lui offrir des tickets de football. Randy fait remarquer que son grand-père a mangé les siens lorsqu'il les a reçus. Un peu plus tard, Red reçoit les tickets et change d'avis, décidant de ne pas vendre la maison. Fez et Jackie cherchent le bon endroit et le bon moment en vue de célébrer leur premier baiser. Plus tard, Red se rappelle toutes les fois où il a menacé d'envoyer son pied dans le derrière de quelqu'un et au château d'eau, Fez et Hyde se souviennent de toutes les fois où quelqu'un est tombé.
Arrive alors Kelso qui affirme qu'il n'aurait jamais passé la nouvelle année sans ses copains. Kelso tombe une dernière fois du château d'eau, mais ne se casse rien. Un peu plus tard, Kitty et Donna attendent anxieusement l'arrivée d'Eric qui doit rentrer avec Red mais il revient seul parce qu'Eric a manqué son avion. Parallèlement, Kelso se remémore toutes les fois où Hyde l'a frappé parce qu'il disait une bêtise.
Kitty et Red organisent un réveillon où ils annoncent qu'ils vont rester à Point Place. Kitty dédicace ensuite quelques paroles émouvantes à Jackie, Fez, Hyde, Léo, Bob (qui désormais partira seul en vue d'ouvrir son magasin) et Donna. Kelso arrive et demande s'il peut allumer une fusée dans la maison.
Sortant prendre l'air, Donna revoit sa relation avec Eric lorsque celui-ci arrive et lui souhaite une bonne année. Il dit qu'il a réussi à obtenir le dernier vol et s'excuse auprès de Donna pour l'avoir laissée. Donna, en pleurs, l'embrasse et lui pardonne.
- Cet épisode constitue la seconde partie du final. Pour cette occasion, Topher Grace et Ashton Kutcher reprirent leurs rôles.
- On peut seulement apercevoir Randy deux fois dans cet épisode (dont une scène de transition). Le personnage déplut tellement au public qu'il n'apparut presque plus dans les deux dernières histoires.
- Léo tient un bref rôle et se contente d'une seule réplique.